# Рокоссовский, Лукаш
Лукаш Рокоссовский (пол. Łukasz Rokossowski; ? — между 1488 и 1490) — сын Дзерслава Рокоссовского, дедич (наследник по прямой линии от деда по отцу) в Рокосове, Карщце, Славиковицах, Белчилесе и Круликове. Учился в Краковской академии (1452). В 1467—1479 годах — ротмистр «войск заченжных», бургграф конинский (1473—1475) и чесник познанский (1482). Участвовал в Чешском походе (1471) и в войне с тевтонскими рыцарями (1478—1479). 30 сентября 1467 года король Польши Казимир Ягеллончик распорядился выплатить Лукашу Рокоссовскому и его comilicia et societate за военную службу 1011 венгерских флоринов.